# Черна (Добрицька область)
Че́рна (болг. Черна) — село в Добрицькій області Болгарії. Входить до складу общини Добричка.

## Населення
За даними перепису населення 2011 року у селі проживали 532 особи.
Національний склад населення села:
| Національність   | Кількість осіб | Відсоток |
| ---------------- | -------------- | -------- |
| цигани           | 364            | 68,5%    |
| болгари          | 123            | 23,2%    |
| турки            | 40             | 7,5%     |
| інша             | 0              | 0%       |
| не визначились   | 4              | 0,8%     |
| Всього відповіли | 531            |          |

Розподіл населення за віком у 2011 році:
Динаміка населення: